# Wilhelm Heizmann
Wilhelm Heizmann (* 5. September 1953 in Eggenfelden, Bayern) ist ein deutscher Runologe sowie skandinavistischer und germanistischer Mediävist.

## Leben
Wilhelm Heizmann studierte von 1974 bis 1981 an der Ludwig-Maximilians Universität und an der Universität Wien ältere deutsche und skandinavische Sprache und Literatur des Mittelalters, Alte und Mittlere Geschichte, Ethnologie und Germanische Altertumskunde. Diese Studien schloss er mit dem Magister Artium in München ab. Von 1981 bis 1982 folgte ein Studienaufenthalt an der Universität in Oxford und der Universität London. Daran schloss sich ein zweijähriger Forschungsaufenthalt am Arnamagnäanischen Institut der Universität Kopenhagen mit zwei mehrmonatigen Aufenthalten in Island an, ermöglicht durch ein Auslandsstipendium des Deutschen Akademischen Austauschdienstes (DAAD) und ein Promotionsstipendium der Studienstiftung des Deutschen Volkes. Von 1984 bis 1987 hatte er eine Stelle als wissenschaftlicher Mitarbeiter des Skandinavischen Seminars an der Universität Göttingen inne und wurde an der Universität München von Kurt Schier mit einer Arbeit zur altwestnordischen Pflanzenkunde promoviert.
Von 1987 bis 1993 war Heizmann als wissenschaftlicher Assistent am Skandinavischen Seminar in Göttingen tätig; dort erfolgte die Habilitation zum Thema des altisländischen Marienleben. Von 1994 bis 1998 hatte er die Stelle eines Oberassistenten am Skandinavischen Seminar inne. 1999 wurde er zum außerplanmäßigen Professor ernannt. In Wien bekleidete er vom Sommersemester 2000 bis zum Wintersemester 2001 eine Gastprofessur am Institut für Germanistik. Vom Sommersemester 2001 bis zum Sommersemester 2002 übernahm er die Vertretung der Professur am Institut für Nordische Philologie in München. Er ist seit 2002 Professor für ältere skandinavische Sprache und Literatur am Institut für Nordische Philologie der Ludwig-Maximilians-Universität München und seit Dezember 2004 zudem Honorarprofessor an der Universität Göttingen. Seit März 2010 ist Heizmann Leiter der Göttinger Arbeitsstelle des Projekts „Runische Schriftlichkeit in den germanischen Sprachen“ der Akademie der Wissenschaften zu Göttingen.
Heizmann lehrt und forscht in den Bereichen der germanischen und altnordischen Mythologie und Religionsgeschichte, zur germanischen Altertumskunde, zur altnordischen Literatur und zur Runologie, zu mittelalterlichen medizinisch-botanischen Fachliteraturen, zur spätantiken und mittelalterlichen Bildüberlieferung, zu skandinavischen Landes- und Reisebeschreibungen sowie zum wissenschaftlichen Werk von Jacob und Wilhelm Grimm. Er ist Mitglied des Wissenschaftlichen Beirats der Brüder Grimm-Gesellschaft, korrespondierendes Mitglied der isländischen wissenschaftlichen Gesellschaft Góðvínir Grunnavíkur-Jóns und seit 2009 korrespondierendes Mitglied der Göttinger Akademie der Wissenschaften. Außerdem ist er der verantwortliche Herausgeber zahlreicher Bände aus den beiden Reihen Münchner Nordistische Studien und Ergänzungsbände zum Reallexikon der Germanischen Altertumskunde sowie Mitherausgeber von Germanische Altertumskunde Online (GAO).

## Veröffentlichungen (Auswahl)
- Laukr (‚Lauch‘) in der altnordischen Literatur, Mythologie und Heilkunde. München 1981 (138 S., Magisterarbeit).
- Studien zur Altwestnordischen Pflanzenkunde. Teil 1: Wildpflanzen. München 1986 (454 S., Dissertation).
- Wörterbuch der Pflanzennamen im Altwestnordischen (= Ergänzungsbände zum Reallexikon der Germanischen Altertumskunde. Band 7). Berlin/New York 1993 (337 S., grundlegend umgearbeitete und erweiterte Fassung von Teilen der Dissertation).
- Das altisländische Marienleben. 1. Historisch-philologische Studien, 2. Edition der drei Redaktionen nach den Handschriften AM 234 fol, Holm 11 4to und Holm 1 4to. Göttingen 1993 (592 S., Habilitationsschrift).
- Der angelsächsische Neunkräutersegen und Issendorf-B. In: Hans-Jürgen Häßler, Morten Axboe, Karl Hauck und Wilhelm Heizmann (Hrsg.): Ein neues Problemstück der Brakteatenikonographie: Issendorf-B, Landkreis Stade, Niedersachsen (Zur Ikonologie der Goldbrakteaten, LIV) (= Studien zur Sachsenforschung. Band 10). 1997, S. 163‒173.
- Die verleugnete Intertextualität. Adaption und Camouflage fremder Texte in der Sagaliteratur. In: Stig Toftgaard (Hrsg.): Die Aktualität der Saga. Festschrift für Hans Schottmann (= Ergänzungsbände zum Reallexikon der Germanischen Altertumskunde. Band 21). Berlin/New York 1999, S. 53‒61.
- mit Hans Reichstein: Rabenvögel. In: Reallexikon der Germanischen Altertumskunde. 2. Auflage. Band 24, 2003, S. 42–45.
- mit Annegret Heitmann und Ortrun Rehm (Hrsg.): Tiere in skandinavischer Literatur und Kulturgeschichte (= Nordica. Band 13). Freiburg i. Br./Berlin/Wien 2007 (277 S.).
- Die Formelwörter der Goldbrakteaten. In: Wilhelm Heizmann und Morten Axboe (Hrsg.): Die Goldbrakteaten der Völkerwanderungszeit – Auswertung und Neufunde (= Ergänzungsbände zum Reallexikon der Germanischen Altertumskunde. Band 40). Berlin/New York 2011, S. 525‒601.
- Das adventus-Motiv auf dem langen Horn von Gallehus (1639). In: Wilhelm Heizmann und Sigmund Oehrl (Hrsg.): Bilddenkmäler zur germanischen Götter- und Heldensage (= Ergänzungsbände zum Reallexikon der Germanischen Altertumskunde. Band 91). Berlin/Boston 2015, S. 83‒120.
- Das Gold der römischen Kaiser. In: Heike Sahm, Wilhelm Heizmann und Victor Millet (Hrsg.): Gold in der europäischen Heldensage (= Ergänzungsbände zum Reallexikon der Germanischen Altertumskunde. Band 109). Berlin/Boston 2019, S. 300–330.
- mit Matthias Egeler (Hrsg.): Between the Worlds. Contexts, Sources, and Analogues of Scandinavian Otherworld Journeys (= Ergänzungsbände zum Reallexikon der Germanischen Altertumskunde. Band 118). Berlin/Boston 2020 (722 S.).
- mit Andreas Hammer und Norbert Kössinger (Hrsg.): Magie und Literatur. Erzählkulturelle Funktionalisierung magischer Praktiken in Mittelalter und Früher Neuzeit (= Philologische Studien und Quellen. Band 280). Berlin 2021 (390 S.).
- mit Alessia Bauer (Hrsg.): Runica Manuscripta: Die nordische Tradition (= Ergänzungsbände zum Reallexikon der Germanischen Altertumskunde). Berlin/Boston 2022 (880 S.).